# 2008 au Kazakhstan
Cet article présente les faits marquants de l'année 2008 au Kazakhstan.

## Évènements
- Jeudi 22 mai 2008 :  Le président russe Dmitri Medvedev effectue une visite d'étape de quelques heures à Astana en se rendant à Pékin.
- Jeudi 12 juin 2008 : Le président Noursoultan Nazarbaïev, en visite officielle en France, signe un partenariat stratégique afin d'inciter les entreprises françaises à être plus présentes et à investir au Kazakhstan. L'objectif est d'augmenter les échanges avec la France à hauteur de 10 milliards de dollars.
- Mardi 25 novembre 2008 : Le gouvernement adopte un plan de stabilisation de l'économie et du secteur financier pour 2009-2010 d'environ 10 milliards de dollars pour lutter contre les conséquences de la crise financière mondiale. Le plan prévoit quelque quatre milliards de dollars pour les quatre principales banques du pays, très endettées, en échange de 25 % de leurs actions qui passent sous le contrôle de l'État.